# بيتر ماكدونل
بيتر ماكدونل (بالإنجليزية: Peter McDonnell)‏ (11 يونيو 1953 في المملكة المتحدة - ) هو لاعب كرة قدم بريطاني في مركز حراسة المرمى. لعب مع أولدهام أثلتيك ونادي بوري ونادي ليفربول ودالاس تورنايدو وكندل تاون ‏ ونادي بارو وهونغ كونغ رينجرز ونادي موركامب.

## وصلات خارجية
- بيتر ماكدونل على موقع قاعدة بيانات كرة القدم.إي يو (الإنجليزية)